# Bayan Khutugh
Bayan Khutugh (chinesisch 伯顏忽都 Pai-yen Hu-tu; mongolisch Баянхутаг; Mongolische Schrift: ᠪᠠᠶᠠᠨᠬᠤᠲᠤᠭ, auch Bayan Qudu; * 1324; † 8. September 1365) war die zweite Gemahlin des aus der mongolischen Yuan-Dynastie stammenden chinesischen Kaisers Toghan Timur.

## Leben
Bayan Khutugh war eine Tochter des mongolischen Kriegsherrn Bolod Timur. Im Juli 1335 wurde die erste Gemahlin von Kaiser Toghan Timur, Danashiri, Tochter des Ministerpräsidenten El Temür, von ihrem Gatten getrennt und bald darauf in Dadu (heute Peking) wegen der mutmaßlichen Teilnahme am gescheiterten Aufstand ihres Bruders Tanggici (T’ang Chi’i-shih) zum Tod durch den Strang verurteilt. 1337 ging der Kaiser eine neue Ehe mit der erst 13-jährigen Bayan Khutugh ein, die aus dem einflussreichen Stamm der Qungrat stammte. Ihre Inthronisierung als Kaiserin fand am 18. April 1337 statt.
Die Quellen stellen Bayan Khutugh als eine Frau dar, die trotz ihrer hohen gesellschaftlichen Stellung schlichte Gewohnheiten pflegte und ein zurückgezogenes Leben führte. Dies lag wohl darin begründet, dass Toghan Timur ihr wenig Aufmerksamkeit schenkte. Auf einer Reise nach der Sommerhauptstadt Shangdu etwa 300 km nördlich von Dadu habe er aber einmal seine Gattin sehen wollen und einen Eunuchen zur Ankündigung seines Besuchs vorausgeschickt. Die Kaiserin habe diese Bitte abschlägig beschieden, indem sie äußerte, dass es dem Kaiser nicht gezieme, ihr so spät abends einen Besuch abzustatten. Der Eunuch sei noch zwei weitere Male von Toghan Temür zu ihr gesandt worden, sie sei aber bei ihrer Weigerung geblieben. Der Kaiser habe nun ihre Tugendhaftigkeit noch höher geschätzt. Laut dem chinesischen Geschichtswerk Yuanshi war Bayan Khutugh auch sparsam, nicht eifersüchtig und hielt die Hofetikette und Vorschriften genauestens ein. Hierdurch stand ihr Wesen in krassem Gegensatz zum Charakter der Lieblings-Konkubine des Kaisers, der Lady Gi (später als Öljei Quduq bekannt).
Am 8. September 1365 starb Bayan Khutugh kinderlos im Alter von 41 Jahren. Die Geliebte des Kaisers, Gi, die nach dem Tod von Bayan Khutugh im Dezember 1365 zur ersten Kaiserin erhoben wurde, soll beim Anblick der zerschlissenen, einfachen Kleider ihrer verstorbenen Konkurrentin lachend bemerkt haben: „Wie kann eine Kaiserin und Hauptgemahlin solche Kleidung tragen?“